# Xuxa
Xuxa, née Maria da Graça Meneghel (/maˈɾia da ˈgɾasa ˈʃuʃa mẽneˈgɛw/) le 27 mars 1963 à Santa Rosa (Rio Grande do Sul, Brésil), est une mannequin, présentatrice de télévision, chanteuse, actrice et entrepreneuse brésilienne.
Ancienne playmate et top modèle, elle devient présentatrice télé et chanteuse avec un certain succès. Elle est classée en 2012 par le magazine Época dans le top 100 des personnes les plus influentes du Brésil. D'origine modeste, elle devient « La Reine des tout petits », tête de pont de nombreuses actions sociales. Elle a accumulé une fortune de plus de cinq cents millions de dollars au cours de sa carrière de plus de trente ans. 

## Biographie
À seize ans, Maria da Graça Meneghel pose pour la couverture de Carinho. Un an plus tard, plus de quatre-vingts journaux l'auront choisie pour illustrer leurs couvertures. Elle pose également pour des magazines masculins dont un essai nue pour la couverture de l'édition brésilienne de Playboy de décembre 1982, qui sera rééditée en Argentine en 1991. À cette époque, Xuxa rencontre l'ancien joueur de football brésilien Pelé. La nouvelle visibilité qui lui est offerte, lui permet de mieux exposer sa vie personnelle et de se faire connaitre à l’international. En 1984, Xuxa est embauchée comme mannequin aux États-Unis par Ford Models,.
En 1983, Xuxa est sélectionnée par le réalisateur Maurice Sherman pour présenter un programme destiné à la jeunesse sur Rede Manchete, une chaîne locale de Rio de Janeiro. Durant cette période, elle travaille parallèlement comme mannequin à New York - États-Unis, et enregistre le week-end au Brésil. Le programme, appelé Clube da Criança (Le club des enfants) devient un succès et en 1985, la formule change pour devenir un programme quotidien avec un nouveau nom, aujourd'hui iconique : Le Xou da Xuxa, sur la chaine Rede Globo,.
Le besoin croissant de s'occuper des enfants l'amène à inaugurer la Fondation Xuxa Meneghel, le 12 octobre 1989. Elle a cette époque une relation amoureuse avec Ayrton Senna. Lorsque, tout juste champion du monde pour la première fois, il participe à son show télévisé de la fin d'année 1988, elle lui demande « Que souhaites-tu pour Noël ? » la couvant du regard, il lui répond : « Censuré ! » puis lui exprime la nature de ses pensées à l'oreille. Elle le couvre alors de marques de rouge à lèvres en décomptant entre chaque baiser « Bonne année 1989 ! Bonne année 1990 ! Bonne année 1991 ! Bonne année 1992 ! Bonne année 1993 !. »
La popularité  de l’émission de Xuxa s'étend aux enfants d'autres pays. Et à partir de 1991, une version du programme en espagnol El Show de Xuxa est diffusée dans dix-sept pays d'Amérique latine par Telefe, une télévision argentine. Le programme dure environ deux ans pendant lesquels environ deux millions d'enfants sud-américains participeront au programme El Show diffusé les samedis et dimanches sur le réseau Univision. En 1992, elle lance le Parc Xuxa, sur la chaîne espagnole Tele 5.
En 1993, avec un contrat signé avec la société de production américaine MTM Enterprises, Xuxa enregistre une version de l'émission en anglais, nommée Xuxa pour les États-Unis qui sera diffusée en septembre de la même année.
Le 28 juillet 1998, Xuxa donne naissance à Sasha Meneghel (pt), fille dont le père est l'entrepreneur et acteur Luciano Szafir (en).
En juillet 2007, Xuxa est choisie pour représenter le Brésil au Live Earth à la plage de Copacabana à Rio de Janeiro.
En 2012, elle donne une interview où elle déclare avoir été victime d'abus sexuels quand elle était jeune et que ce traumatisme expliquait son engagement dans la lutte pour les droits des enfants. À la fin de la même année, elle est élue par le magazine Época parmi les cent personnes les plus influentes du Brésil.

## Discographie brésilienne
Xuxa a vendu trente millions de disques.
- 1983 : Clube da Criança (20 000 unités vendues)
- 1985 : Xuxa e seus amigos transas (40 000)
- 1986 : Xou da Xuxa (2 600 000) deux fois disque de diamant
- 1987 : Xegundo Xou da Xuxa (2 700 000) deux fois disque de diamant
- 1987 : Karaokê da Xuxa (500 000) deux fois disque de platine
- 1988 : Xou da Xuxa 3 (3 300 000) trois fois disque de diamant
- 1989 : 4º Xou da Xuxa (2 500 000) deux fois disque de diamant
- 1990 : Xuxa 5 (1 500 000) disque de diamant
- 1991 : Xou da Xuxa 6 (800 000) trois fois disque de platine
- 1992 : Xou da Xuxa 7 (900 000) trois fois disque de platine
- 1993 : Xuxa (200 000)  disque d'or
- 1994 : Sexto Sentido (1 100 000) disque de diamant
- 1995 : Luz no meu caminho (1 000 000) trois fois disque de platine
- 1995 : Xuxa Hit's Vol.1 (300 000) disque de platine
- 1996 : Xuxa 10 Anos (500 000) deux fois disque de platine
- 1996 : Tô de bem com a vida (600 000) deux fois disque de platine
- 1996 : Xuxa Hit's vol.2 (300 000) disque de platine
- 1997 : Boas notícias (400 000) disque de platine
- 1997 : Arraiá da Xuxa (100 000) disque d'or
- 1998 : Só faltava você (250 000) disque de platine
- 1999 : Xuxa 2000 (200 000) disque d'or
- 2000 : Xuxa só para Baixinhos (1 200 000) disque de diamant
- 2001 : Xuxa só para Baixinhos 2 (1 200 000) disque de diamant
- 2002 : Xuxa só para Baixinhos 3 (1 000 000) disque de diamant
- 2003 : Xuxa só para Baixinhos 4 (800 000) disque de diamant
- 2004 : Xuxa só para Baixinhos 5 - Xuxa Circo (800 000) disque de diamant
- 2005 : Xuxa só para Baixinhos 6 - Xuxa Festa (500 000) disque de diamant
- 2006 : Xuxa 20 anos (1 150 000) disque de diamant
- 2007 : Só Para Baixinhos 7 - Brincadeiras (700 000) Triple disque de platine
- 2008 : Só Para Baixinhos 8 - Escola (950 000) disque de platine
- 2009 : Só Para Baixinhos 9 - Natal mágico (1 150 000) disque de diamant
- 2010 : Só Para Baixinhos 10 - Baixinhos, bichinhos e mais (1 100 000) disque de diamant
- 2011 : Só Para Baixinhos 11 - Sustentabilidade (1 500 000) disque de diamant

## Discographie internationale
- 1990 - Xuxa 1 (2 750 000 disques vendus) double disque de diamant
- 1991 - Xuxa 2. (2 750 000) double disque de diamant
- 1992 - Xuxa 3. (500 000) double disque de platine
- 1993 - Todos sus éxitos.
- 1994 - El pequeño mundo. (300 000) disque de platine
- 1996 - Xuxa Dance. (300 000) disque de platine
- 1999 - El mundo es de los dos. (150 000) disque d'or
- 2005 - Xuxa Solamente para Bajitos
- 2011 - Xuxa Fiesta

## Programmes TV
Familial
- 1983-1985 - Clube da Criança (Rede Manchete) (3,5 points de rating)
- 1986-1992 - Xou da Xuxa (Rede Globo) (42 points de rating)
- 1991 - Xuxa Xuperstar (Rede Globo) (34 points de rating)
- 1991-1992 - Paradão da Xuxa (Rede Globo)
- 1993 - Programa Xuxa (Rede Globo) (21 points de rating)
- 1994-2001 - Xuxa Park (Rede Globo) (15 points de rating)
- 1995-1996 - Xuxa Hit's (Rede Globo) (10,5 points de rating)
- 2002-2004 - Xuxa No Mundo da Imaginação (Rede Globo) (6 points de rating)
- Depuis 2005 - TV Xuxa (Rede Globo) (10 points de rating)

Pour la jeunesse
- 1995-1996 - Xuxa Hit's (Rede Globo)
- 1997-2002 - Planeta Xuxa (Rede Globo)

Internationaux
- 1991-1993 - Show de Xuxa - Telefe - (Argentine, 34 points de rating)
- 1991-1992 - Xuxa Park - Telecinco - (Espagne)
- 1993-1994 - Xuxa - CBS - (États-Unis)

## Filmographie
- 1982 : Fuscão Preto : Diana
- 1982 : Amor Estranho Amor : Tamara
- 1982 : Aluga-se moças
- 1982 : Elas por Elas (série télévisée)
- 1983 : O Trapalhão na Arca de Noé
- 1984 : Os Trapalhões e o Mágico de Oróz : Aninha
- 1985 : Os Trapalhões no Reino da Fantasia : Irmã Maria
- 1986 : Xou da Xuxa (série télévisée) : Host
- 1987 : Xou da Xuxa (vidéo) : Xuxa
- 1987 : Eu
- 1988 : Super Xuxa Contra o Baixo Astral : Xuxa
- 1989 : A Princesa Xuxa e os Trapalhões
- 1990 : El Show de Xuxa (série télévisée) : Host
- 1990 : O Mistério de Robin Hood : Tatiana
- 1990 : Lua de Cristal : Maria da Graça
- 1992 : Xuxa Park (série télévisée)
- 1993 : Xuxa (série télévisée)
- 1994 : Xuxa Hits (série télévisée) : Host
- 1997 : Xuxa Park (série télévisée) : Host
- 1997 : Planeta Xuxa (série télévisée) : Host
- 1999 : Xuxa Requebra : Helena (Nena)
- 2000 : Xuxa Só Para Baixinhos (vidéo)
- 2000 : Popstar : Nick
- 2001 : Xuxa Só Para Baixinhos 2 (vidéo)
- 2001 : Xuxa e os Duendes : Kira
- 2002 : Xuxa Só Para Baixinhos 3 (vidéo)
- 2002 : Xuxa no Mundo da Imaginação (série télévisée) : Host
- 2002 : Xuxa e os Duendes 2 - No caminho das Fadas : Kira
- 2003 : Xuxa Só Para Baixinhos 4 (vidéo)
- 2003 : Xuxa e o Mundo dos Orixás : Sofia
- 2004 : Xuxa e o Tesouro da Cidade Perdida : Bárbara / Deusa Blomma
- 2005 : Xuxinha e Guto Contra os Monstros do Espaço : Xuxa
- 2006 : Xuxa Gêmeas
- 2007 : Xuxa em Sonho de menina
- 2009 : Xuxa em O Mistério de Feiurinha